# Karabin maszynowy Kord
Kord – rosyjski wielkokalibrowy karabin maszynowy opracowany w Zakładach im. W. A. Diegtiariowa w latach 90. XX wieku. Broń weszła do służby w 1998 roku, zastępując karabiny maszynowe NSW.
Kord przeznaczony jest zarówno dla żołnierzy piechoty, jak i do montowania na pojazdach (głównie czołgach).